# Laelia (papillon)
Pour les articles homonymes, voir Laelia.
Genre
Laelia est un genre de lépidoptères (papillons) de la famille des Erebidae, de la sous-famille des Lymantriinae et de la tribu des Orgyiini.

## Liste des espèces
- Laelia actuosa Hering, 1926
- Laelia acuta (Snellen, 1881)
- Laelia adalia Swinhoe, 1900
- Laelia aegra Hering, 1926
- Laelia amabilis Aurivillius, 1879
- Laelia amaura Hering, 1926
- Laelia amaurotera Collenette, 1932
- Laelia anamesa Collenette, 1934
- Laelia andricela Collenette, 1936
- Laelia atestacea Hampson, [1893] (repl.)
- Laelia aureus Janse, 1915
- Laelia barsineides (Holland, 1893)
- Laelia basibrunnea (Holland, 1893)
- Laelia bethuneana Strand, 1914
- Laelia bifascia Hampson, 1905
- Laelia bilati Dufrane, 1940
- Laelia bonaberiensis (Strand, 1915)
- Laelia buana (Moore, 1859)
- Laelia buruana (Holland, 1900)
- Laelia calamaria Hampson, 1900
- Laelia cardinalis Hampson, [1893]
- Laelia clarki Janse, 1915
- Laelia coenosa (Hübner, [1808])
- Laelia colon (Hampson, 1891)
- Laelia conioptera Collenette, 1936
- Laelia dabano Collenette, 1934
- Laelia devestita (Walker, 1865)
- Laelia dochmia Collenette, 1961
- Laelia eos Hering, 1926
- Laelia erythrobaphes Collenette, 1934
- Laelia eutricha Collenette, 1931
- Laelia exclamationis (Kollar, 1848)
- Laelia extrema Hering, 1926
- Laelia farinosa Röber, 1925
- Laelia fasciata (Moore, [1883])
- Laelia figlina Distant, 1899
- Laelia flandria Collenette, 1937
- Laelia fracta Schaus & Clemens, 1893
- Laelia furva Turner, 1931
- Laelia gigantea Butler, 1885
- Laelia gwelila (Swinhoe, 1903)
- Laelia haematica Hampson, 1905
- Laelia heringi Schultze, 1934
- Laelia heterogyna Hampson, [1893]
- Laelia hodopoea Collenette, 1955
- Laelia hypoleucis Holland, 1893
- Laelia janeschi Hering, 1926
- Laelia japonibia Strand, 1911
- Laelia juvenis (Walker, 1855)
- Laelia lavia Swinhoe, 1903
- Laelia leucolepis Mabille, 1897
- Laelia lignicolor Holland, 1893
- Laelia lilacina Moore, 1884
- Laelia litura (Walker, 1855)
- Laelia lophietes Collenette, 1932
- Laelia lutulenta Collenette, 1960
- Laelia marginepunctata Bethune-Baker, 1908
- Laelia mesoxantha Hering, 1926
- Laelia monoscola Collenette, 1934
- Laelia municipalis Distant, 1897
- Laelia nebrodes Collenette, 1947
- Laelia nigripulverea Janse, 1915
- Laelia obsoleta (Fabricius, 1793)
- Laelia ocellata Holland, 1893
- Laelia ochripalpis Strand, 1914
- Laelia omissa (Holland, 1893)
- Laelia ordinata (Karsch, 1895)
- Laelia orthra Collenette, 1936
- Laelia paetula (Hering, 1926)
- Laelia pallida Moore, 1884
- Laelia pantana Collenette, 1938
- Laelia perbrunnea Hampson, 1910
- Laelia phaeobalia Collenette, 1932
- Laelia phillipinensis Collenette, 1934
- Laelia polia Collenette, 1936
- Laelia prolata Swinhoe, 1892
- Laelia punctulata (Butler, 1875)
- Laelia pyrrhothrix Collenette, 1938
- Laelia rhodea Collenette, 1947
- Laelia rivularis Hampson, 1910
- Laelia robusta Janse, 1915
- Laelia rogersi Bethune-Baker, 1913
- Laelia rosea Schaus & Clements, 1893
- Laelia rufolavia Hering, 1928
- Laelia siga Hering, 1926
- Laelia somalica Collenette, 1931
- Laelia stigmatica (Holland, 1893)
- Laelia straminea Hampson, 1910
- Laelia striata Wileman, 1910
- Laelia subrosea (Walker, 1855)
- Laelia subviridis Janse, 1915
- Laelia suffusa (Walker, 1855)
- Laelia swinnyi Janse, 1915
- Laelia testacea (Moore, 1879)
- Laelia turneri Collenette, 1934
- Laelia umbrina (Moore, 1888)
- Laelia unicoloris van Eecke, 1928
- Laelia uniformis Hampson, 1891
- Laelia venosa Moore, 1877